# Nomada rhodoxantha
Nomada rhodoxantha är en biart som beskrevs av Cockerell 1905. Nomada rhodoxantha ingår i släktet gökbin, och familjen långtungebin. Inga underarter finns listade i Catalogue of Life.